# SGI ICE
ICE Supercomputer sind Clustersysteme für massiv paralleles Rechnen des amerikanischen Computerherstellers Silicon Graphics. Nach dem Verkauf von SGI nach Hewlett Packard Enterprise (HPE) wurden diese Systeme umbenannt in HPE SGI 8600. In der TOP500-Liste vom Juli 2017 finden sich allein 22 ICE-Installationen. Die Systeme laufen unter Linux-Betriebssystemen.
Die ICE-Reihe basiert auf Standardcomponenten wie den Intel-Xeon-CPUs, Standard DDR4-Arbeitsspeicher und InfiniBand-Vernetzungskomponenten.
Die Grundkomponente besteht aus einem doppelten 42-Höheneinheiten-Rack, in dem 2 * 4 – 10 Höheneinheiten hohe Steckgehäuse, "Enclosures" genannt, die 9 Recheneinheiten und Netzwerk-Switches aufnehmen. Ein solches Doppelrack wird "E-cell" genannt. Zwischen den beiden Racks befindet sich eine integrierte Kühleinheit. Die Kühlung der Rechner geschieht durch Kaltluft, die Wärmeenergie wird an einen Wasser-Wärmetauscher abgegeben, der ebenfalls integriert ist.
Die Vernetzung der einzelnen Rechner ("Nodes") geschieht mithilfe der Infiniband-Technik, die einen direkten Zugriff auf den Hauptspeicher entfernter Rechner ermöglichen (Man spricht hier von "Shared Memory"-Systemen), das Netzwerk selbst kann in unterschiedlichen Topologien verschaltet werden, um Latenzen gering zu halten und den Datendurchsatz zu maximieren.
Es stehen sowohl für die Rechnereinschübe als auch für die Vernetzungstechnik unterschiedliche Optionen bereit:
- Blades:
  - 4 x 1-Sockel Intel Xeon Phi-Blades, genannt "Kendall" – XA760i, 288 CPUs je E-cell mit bis zu 18.432 Kernen
  - 4 x 2-Sockel Xeon Scalable Processor – Blades, genannt "Saxon" – XA730i, 576 CPUs und bis zu 16128 Kernen je E-cell. Ältere Versionen mit Xeon Haswell, Broadwell Prozessoren waren in der Vergangenheit bereits verfügbar
  - eine kombinierte GPU / CPU Blade mit 1 x 2-Sockel Xeon Scalable Processor und 2 oder 4 Nvidia Tesla P100 auf SXM2-Platine, genannt "Plainfield" – XA780i, 144 CPUs und bis zu 288 GPUs je E-cell
- Infiniband-Vernetzung:
  - Infiniband FDR-Karten und Switches mit einer Bandbreite von 50 Gbit/s und Port
  - Infiniband EDR-Karten und Switches mit einer Bandbreite von 100 Gbit/s und Port
  - Intel Omni-Path Karten und Switches mit einer Bandbreite von 100 Gbit/s und Port